# Loma Ocotitlán
Loma Ocotitlán är en ort i Mexiko.   Den ligger i kommunen San Lucas Zoquiápam och delstaten Oaxaca, i den sydöstra delen av landet, 280 km sydost om huvudstaden Mexico City. Loma Ocotitlán ligger 1 720 meter över havet och antalet invånare är 331.
Terrängen runt Loma Ocotitlán är bergig söderut, men norrut är den kuperad. Terrängen runt Loma Ocotitlán sluttar österut. Runt Loma Ocotitlán är det ganska tätbefolkat, med 75 invånare per kvadratkilometer. Närmaste större samhälle är Huautla de Jiménez, 4,9 km öster om Loma Ocotitlán. I omgivningarna runt Loma Ocotitlán växer i huvudsak städsegrön lövskog.